# SMS Schlesien
La Schlesien era una corazzata tedesca di tipo pre-dreadnought, della Classe Deutschland. Entrata in servizio il 5 maggio 1908, servì nella Kaiserliche Marine durante la prima guerra mondiale; sopravvissuta indenne alla guerra, fu una delle otto corazzate obsolete concesse alla Germania dal Trattato di Versailles, entrando così a far parte della Reichsmarine prima e della Kriegsmarine poi, partecipando anche alla seconda guerra mondiale.

## Vita operativa

### Servizio nella Kaiserliche Marine
Impostata nei cantieri Schichau di Danzica, venne varata il 28 maggio 1906, ed entrò in servizio il 5 maggio 1908; l'unità, come le altre delle classi "Braunschweig" e "Deutschland", ebbe un nome geografico, riferito alla regione allora tedesca dello Slesia. La nave venne inserita nella I Squadra da battaglia della Hochseeflotte, dove sarebbe rimasta fino a due anni dopo lo scoppio della guerra quando venne trasferita alla II Squadra insieme alle altre unità della classe Deutschland.
Allo scoppio della prima guerra mondiale, la nave, considerata troppo obsoleta per confrontarsi con la flotta britannica, venne destinata a compiti di guardia alla foce del fiume Elba; nell'ottobre del 1914, la Schlesien e le sue gemelle vennero inviate a Kiel per ricevere dei miglioramenti al loro sistema di protezione subacquea, al fine di renderle più resistenti ai siluri e alle mine. La Schlesien fu tra le unità della Hochseeflotte che fornirono protezione agli incrociatori da battaglia tedeschi impegnati nel bombardamento di Scarborough, Hartlepool e Whitby tra il 15 e il 16 dicembre 1914. Partecipò alla battaglia dello Jutland tra il 31 maggio e il 2 giugno 1916, sempre nella II Squadra da battaglia, unità schierata quasi in fondo alla linea da battaglia tedesca (dopo di lei solo la Schleswig-Holstein che era l'ultima nave della linea) perché più lenta rispetto alle altre corazzate, e quindi dopo l'ordine di inseguimento l'intera divisione venne a scadere rispetto alle più moderne navi da battaglia. La nave diede un contributo minimo alla battaglia (pochi colpi, anche per via della pessima visibilità), ma finì sotto il tiro degli incrociatori da battaglia inglesi e ricevette molto vicino un colpo di grosso calibro le cui schegge causarono un morto e un ferito tra l'equipaggio.
Riparata, venne brevemente impiegata come nave-bersaglio per i sommergibili tedeschi, prima di riprendere il suo ruolo di nave da difesa costiera. Il 2 maggio 1917 venne messa fuori servizio e disarmata, prima di essere inviata a Bremerhaven per essere usata come nave-caserma. All'inizio del 1918 venne inviata a Kiel, dove rimase fino alla fine della guerra.

### Tra le due guerre

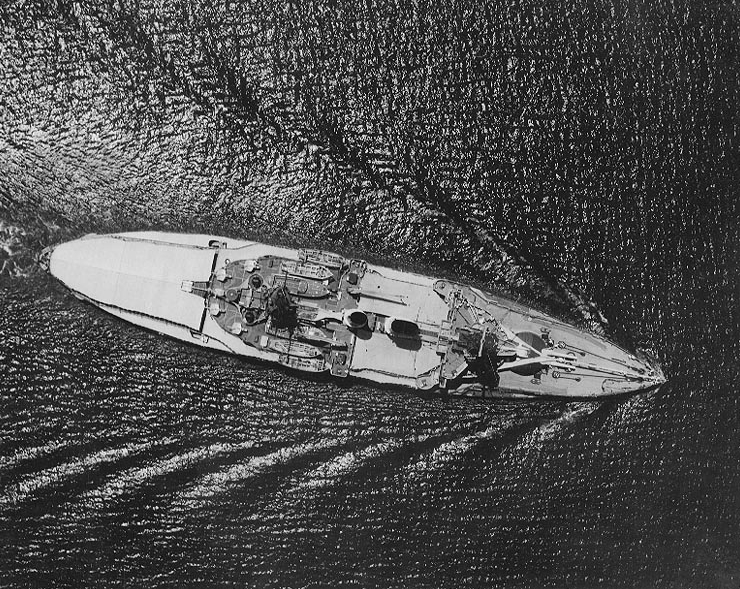
La Schlesien nel canale di Panama nel 1937

A seguito della sconfitta nella prima guerra mondiale, la Marina tedesca (ora denominata Reichsmarine) venne fortemente limitata nel numero e nel tipo delle navi da guerra di cui poteva disporre; in particolare, alla nuova Marina fu permesso di mantenere otto corazzate pre-dreadnought per la difesa costiera. La Schlesien fu tra le navi selezionate per questo compito, e venne sottoposta ad estesi lavori di ammodernamento nel 1920; oltre alle modifiche alle sovrastrutture e all'armamento, con i cannoni da 170mm sostituiti da più moderni pezzi da 150mm, anche il suo apparato motore fu sostituito, passando ad un sistema misto con caldaie a carbone e a nafta con il quale la velocità massima scese a 16 nodi. Precedentemente alla seconda guerra mondiale, nel 1932, tra i suoi comandanti vi fu Wilhelm Canaris, futuro capo dell'Abwehr.

### Servizio nella Kriegsmarine

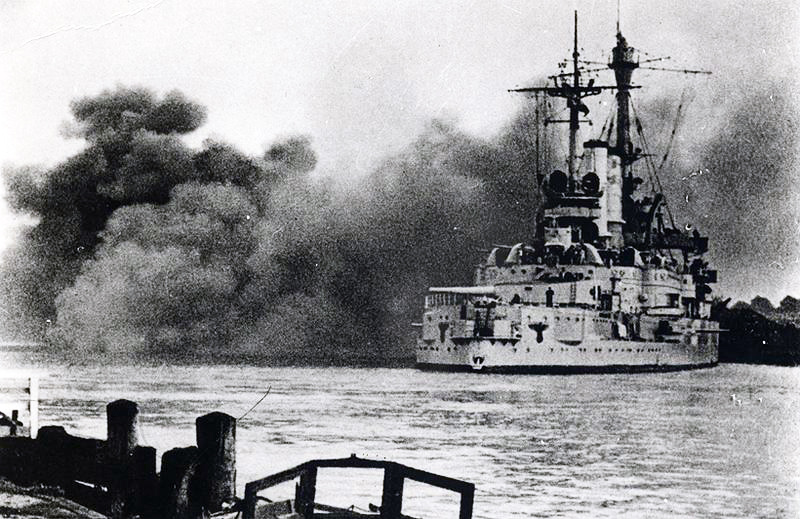
La Schleswig-Holstein apre il fuoco contro la fortezza polacca di Westerplatte

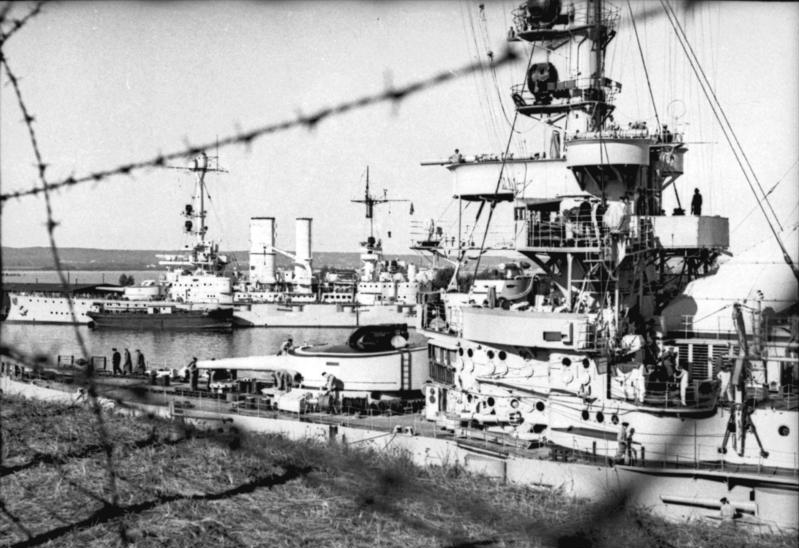
La Schlesien (in secondo piano) e la Schleswig-Holstein a Westerplatte dopo l'occupazione del porto

La nave si unì alla Schleswig-Holstein nel bombardamento delle posizioni costiere polacche. In seguito, la nave prese parte all'Operazione Weserübung, l'invasione tedesca di Norvegia e Danimarca, inquadrata nel Marinegruppe 7 incaricato di occupare i porti danesi di Nyborg e Korsør; la missione si concluse con un successo, senza alcun danno per la vecchia nave.
Nella metà del 1944 venne trasformata in nave antiaerea per il porto di Gotenhafen. Venne affondata in acque basse da una mina nell'aprile 1945 in rotta verso Swinemünde; la sua batteria principale venne usata ancora fino alla resa. La nave venne poi demolita sul posto da una compagnia tedesco-orientale.